# Un (län)

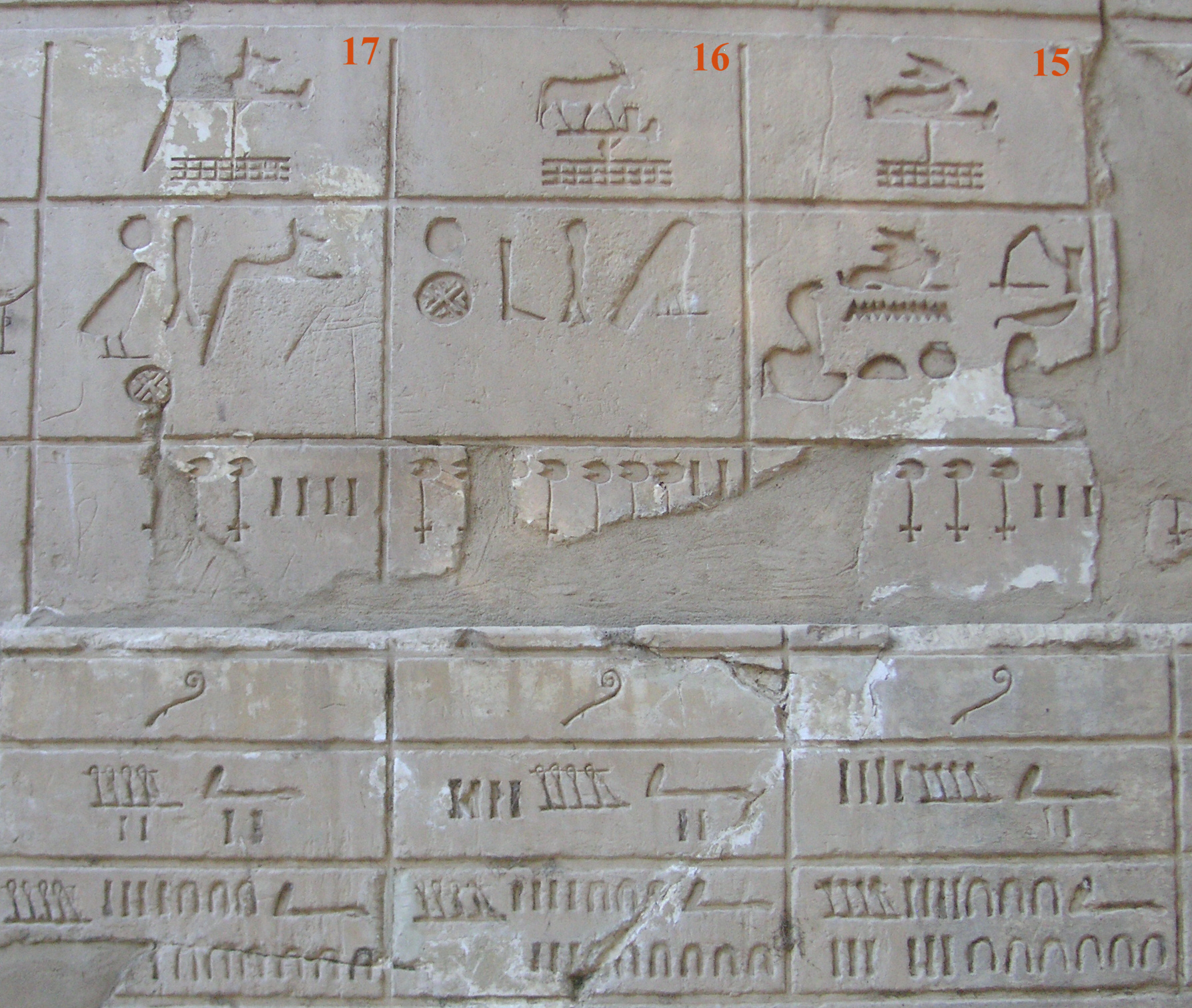
Un, län 15 på "Vita kapellets" vägg i Karnak.

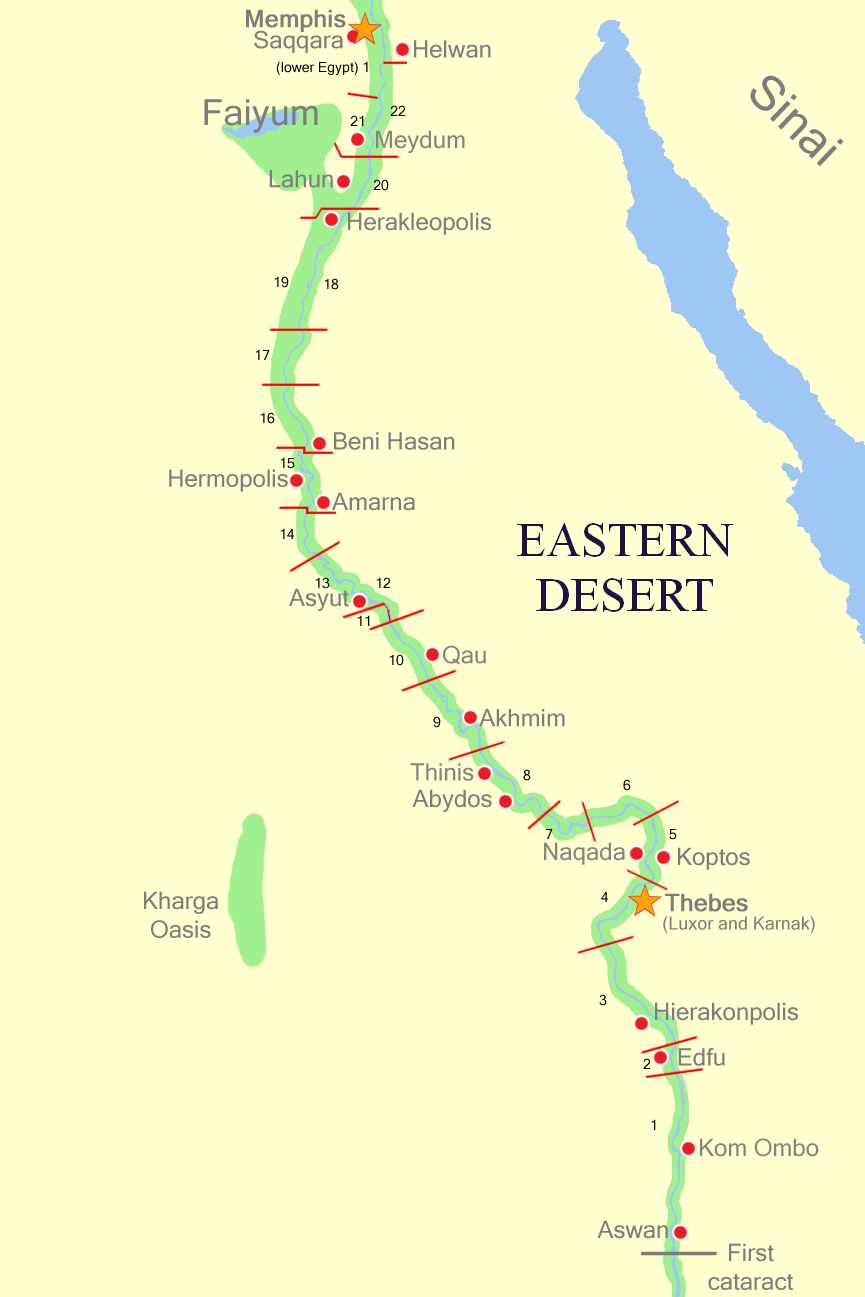
Lägeskarta över nomoi i Övre Egypten.

Un ("Haren", även Wu) var ett av de 42 nomoi (länen) i Forntida Egypten.
| E34 · R12 · N24 |

Un med hieroglyfer

## Geografi
Un var ett av de 22 nomoi i Övre Egypten och hade nummer 15.
Länets yta var cirka 3 cha-ta (cirka 7,5 hektar, 1 cha-ta motsvarar 2,75 ha) med en längd om cirka 3 iteru (cirka 31 km, 1 iteru motsvarar 10,5 km).
Niwt (huvudorten) var Khemenu/Hermopolis Magna (dagens El-Ashmunein) och övriga större orter var Antinoë/Antinopolis (dagens Sheikh 'Ibada) och Herwer/Hur (dagens Herur).

## Historia
Varje län styrdes av en nomark som officiellt lydde direkt under faraon.
Varje Niwt hade ett Het net (tempel) tillägnad områdets skyddsgud och ett Heqa het (nomarkens residens).
Länets skyddsgud var Thot och bland övriga gudar dyrkades främst Aton, Bes, Ogdoad, Seshat och Unut.
Idag ingår området i guvernementet al-Minya.